# Minilimosina longisternum
Minilimosina longisternum är en tvåvingeart som beskrevs av Marshall 1985. Minilimosina longisternum ingår i släktet Minilimosina och familjen hoppflugor. Inga underarter finns listade i Catalogue of Life.